# San Mateo, Guerrero
San Mateo är en ort i Mexiko.   Den ligger i kommunen Ajuchitlán del Progreso och delstaten Guerrero, i den södra delen av landet, 200 km sydväst om huvudstaden Mexico City. San Mateo ligger 280 meter över havet och antalet invånare är 922.
Terrängen runt San Mateo är kuperad norrut, men söderut är den platt. Runt San Mateo är det ganska glesbefolkat, med 48 invånare per kvadratkilometer. Närmaste större samhälle är Tlapehuala, 5,4 km norr om San Mateo. I omgivningarna runt San Mateo växer huvudsakligen savannskog.